# 人名用漢字
人名用漢字（日语：／ Jinmeiyō kanji，發音：[dʑimmeːjoːkaꜜɲdʑi]），是指二戰後日本在戶籍上可記載為孩子名字的漢字中，不屬於常用漢字的漢字，於法務省戶籍法施行規則別表第二（人名用漢字別表）中指定，截至2017年共有863字。若加上常用汉字则目前共有2999个汉字可用于人名。
與中國大陸人姓名基本禁止使用繁体字（實際執行情況可能有差異，如黃霄雲）不同，日本人名用漢字收錄了個別舊字體；此外與中國大陸允許名字使用生僻字不同，根據日本的戶籍法施行規則的規定，日本人名所用的漢字必須為「常用平易的文字」，即常用漢字、人名用漢字、平假名、片假名（变体假名除外）、長音、叠字符号。
2004年7月12日指定人名可以用290個漢字，但是、等漢字均不能使用，對此，民間出現了不滿的聲音，在此呼聲中，官方於2004年9月27日大幅追加了488個人名用漢字。

## 歷史
- 1951年5月25日，指定92字作為人名用漢字。
指定的漢字：
- 1976年7月30日，增加28字，合計120字。
增加的漢字：
- 1981年10月1日，刪除常用漢字中收錄的8字，並增加54字，合計166字。
增加的漢字：
- 1990年3月1日，增加118字，合計284字。
增加的漢字：
- 1997年12月3日，增加字，合計285字。
- 2004年2月23日，增加字，合計286字。
- 2004年6月7日，增加字，合計287字。
- 2004年7月12日，增加、三字，合計290字。
- 2004年9月27日，加上容許字体之外的205個舊字體、異體字，並追加488字，合計983字。
- 2009年4月30日，增加、二字，合計985字。
- 2010年11月30日，隨著常用漢字的改定，刪除追加到《常用漢字表》的129字（其中3個異体字移動到表二），增加從《常用漢字表》刪除的5字，合計861字。
- 2015年1月7日、增加合計862字。
- 2017年9月25日、增加合計863字。

## 人名用漢字一覽

### 常用漢字以外的漢字及其異体字
注：同一個漢字的不同寫法以「-」連接。

### 常用漢字的舊字、異體字
注：括號内的漢字為戶籍法施行規則第六十条第一号所規定的漢字，括號外的漢字是為了讓讀者作為參考而附上的關聯字。

## 人名用漢字許容字體表
2004年和人名用漢字合併，現已廢止。

## 讀法
日本雖然限制了人名漢字的使用，但卻未限制其讀法。近年來人名漢字的讀法變得非常多樣，許多家長給孩子取名時先確定了讀法再去找對應的漢字（實際上是借字），例如讀作「（Do re mi）」卻寫作，導致經常出現不能正確讀出人名的情況，成為了一個社會問題。這個現象被日本人稱為「閃亮亮名字」。

## 参見
- 日本人名
- 当用漢字
- 常用漢字